# YG Pablo
Pour les articles homonymes, voir YG et Caprio.
YG Pablo, de son vrai nom Pablo Caprio, né le 20 mai 2000 , est un rappeur et chanteur belge originaire de Bruxelles.

## Biographie
Originaire de Bruxelles, Pablo Caprio, ancien basketteur pro, jusqu’à ses 20 ans, a joué à Liège et a même reçu une bourse en rheto pour jouer aux État-Unis. Il publie ses premiers morceaux en 2018 ,.

### Carrière

#### Débuts et premier succès avecAVM(2019)
En 2019, YG Pablo décide de se consacrer pleinement à la musique. Son titre AVM, publié en février de la même année, le révèle au grand public. Ce morceau reçoit sa première certification de platine le 5 mai 2022 .

#### Jodeci,VedaetQALF Infinity(2020-2021)
Sorti le 3 juillet 2020, son morceau Jodeci, il explore une vision tourmentée de l'amour, oscillant entre doutes et certitudes. Accompagné d'une production originale de Twenty9 et de lui-même, le clip, réalisé par Alexandre Brehm et Anaïs Triantis, utilise des symboliques visuelles, telles que des roses blanches et oranges, pour illustrer ses thèmes de passion et d'innocence. Le single a rapidement gagné en popularité, culminant par une certification Or le 23 novembre 2023.
Le 22 janvier 2021, YG Pablo publie son premier EP intitulé Veda, un projet de six titres qui explore des sonorités variées, mêlant passages techniques et moments introspectifs . Dans cet EP, YG Pablo aborde des thèmes personnels et souvent mélancoliques, tels que les relations amoureuses, les questionnements identitaires et les défis émotionnels,.
YG Pablo collabore avec Damso sur le morceau Τ. Chialer extrait de l’album QALF Infinity, sorti le 29 avril 2021. Le titre est certifié single d’or le 15 août 2022, atteignant 15 millions de streams, marquant ainsi le premier single d’or de YG Pablo. Cette collaboration renforce la notoriété de YG Pablo sur la scène musicale francophone,.

#### Kiss and Tell,Diamonds TearsetNostalgic Pack(2023)
Le 3 février 2023, YG Pablo publie sa mixtape intitulée Kiss and Tell. Ce projet aborde les thèmes de la responsabilité liée à la notoriété et le défi de partager sa vérité tout en préservant sa vie privée. La mixtape examine également ses relations avec les femmes, utilisées comme métaphore pour exprimer ses émotions et ses réflexions.
Sorti le 26 juin 2023, Diamond Tears est un album collaboratif entre YG Pablo et Sofiane Pamart, composé de seize titres. Le projet mélange les mélodies de Sofiane Pamart avec les textes de YG Pablo, abordant des thèmes de rêves et de sacrifices.
La production s'est faite rapidement, en seulement six jours, via une rencontre spontanée entre les deux artistes sur les réseaux sociaux. L'album comprend une collaboration avec Josman sur l'une des pistes.
Le 7 décembre 2023, il sort un EP composés 6 titres, Nostalgic Pack.

## Discographie

### Singles
| Année | Titre                                | Meilleure position | Meilleure position | Meilleure position | Certifications           | Album         |
| Année | Titre                                | FR                 | WAL                | SUI                | Certifications           | Album         |
| ----- | ------------------------------------ | ------------------ | ------------------ | ------------------ | ------------------------ | ------------- |
| 2018  | Hoodboy                              | —                  | —                  | —                  | —                        | —             |
| 2018  | Savastano                            | —                  | —                  | —                  | —                        | —             |
| 2018  | Newboi                               | —                  | —                  | —                  | —                        | —             |
| 2018  | Mandem                               | —                  | —                  | —                  | —                        | —             |
| 2018  | Talk To Me Nice                      | —                  | —                  | —                  | —                        | —             |
| 2018  | Hol Up                               | —                  | —                  | —                  | —                        | —             |
| 2019  | AVM                                  | 50                 | 12                 | —                  | - France (SNEP): Diamant | VEDA          |
| 2020  | DM                                   | —                  | —                  | —                  | —                        | —             |
| 2020  | Lafayette                            | —                  | —                  | —                  | —                        | —             |
| 2020  | Jodeci                               | —                  | —                  | —                  | - France (SNEP): Or      | —             |
| 2021  | Elipse, Pt.1                         | —                  | —                  | —                  | —                        | —             |
| 2022  | Imagine                              | —                  | —                  | —                  | —                        | Kiss and Tell |
| 2023  | Questions                            | —                  | —                  | —                  | —                        | Kiss and Tell |
| 2023  | Monde à dos (avec Sofiane Pamart)    | —                  | —                  | —                  | —                        | Kiss and Tell |
| 2023  | Magie (avec Sofiane Pamart)          | —                  | —                  | —                  | —                        | Diamond Tears |
| 2023  | 22h22 (avec Sofiane Pamart & Josman) | 129                | —                  | —                  | - France (SNEP): Or      | Diamond Tears |

### Apparitions
2018 :
- Glodi West - Money Dance (sur l'album Fire)

2019 :
- Chardy - Cash
- Zazo & Gxurmet, Juanih South & Yg Pablo - En Busca de Ti - Remix

2020 :
- Geeeko - Block (sur l'album Irréel)

2021 :
- Chuki Beats, Frenetik, Geeeko & YG Pablo - Couvre Feu (sur l'album Insideout)
- Bryan Mg - Money All Day (sur l'album Bryan)

2022 :
- Damso - Τ. Chialer (sur l'album QALF Infinity)

2023 :
- Karmen - Avec toi (sur la mixtape Montel Studio)
- SAM - Nighterlude (sur l'album Extérieur Nuit)
- Moji x Sboy -  Pour toi (sur l'EP Automne)
- Swing - Reykjavik (sur l'album Au revoir Simeon)
- YG Pablo & Kyana - Mauvais Pressentiment (sur l'album Miel de Raplume)

2024 :
- Prinzly - Night $hift